# Pikes Creek
Pikes Creek es un lugar designado por el censo ubicado en el condado de Luzerne en el estado estadounidense de Pensilvania. En el Censo de 2010 tenía una población de 269 habitantes y una densidad poblacional de 82,23 personas por km².

## Geografía
Pikes Creek se encuentra ubicado en las coordenadas 41°18′31″N 76°6′10″O / 41.30861, -76.10278. Según la Oficina del Censo de los Estados Unidos, Pikes Creek tiene una superficie total de 3.27 km², de la cual 3.27 km² corresponden a tierra firme y (0%) 0 km² es agua.

## Demografía
Según el censo de 2010, había 269 personas residiendo en Pikes Creek. La densidad de población era de 82,23 hab./km². De los 269 habitantes, Pikes Creek estaba compuesto por el 98.51% blancos, el 0% eran afroamericanos, el 0% eran amerindios, el 0.37% eran asiáticos, el 0% eran isleños del Pacífico, el 0.74% eran de otras razas y el 0.37% pertenecían a dos o más razas. Del total de la población el 1.86% eran hispanos o latinos de cualquier raza.